# Heilig-Geist-Kirche (Wohltorf)

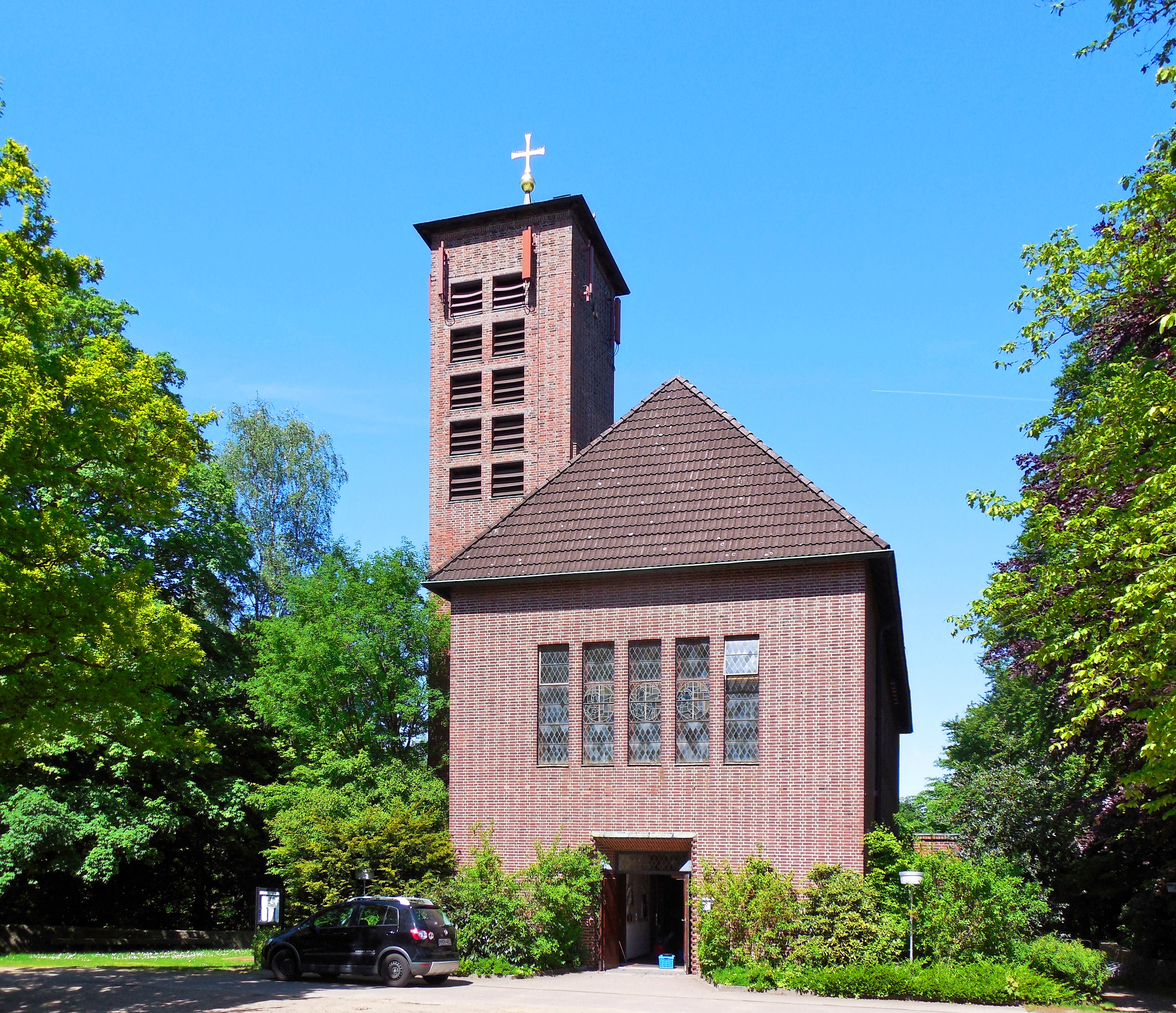
Heilig-Geist-Kirche Wohltorf

Die Heilig-Geist-Kirche in der schleswig-holsteinischen Gemeinde Wohltorf, Kreis Herzogtum Lauenburg, ist die Kirche der evangelisch-lutherischen Heilig-Geist-Gemeinde Wohltorf innerhalb des Evangelisch-Lutherischen Kirchenkreises Lübeck-Lauenburg der Evangelisch-Lutherischen Kirche in Norddeutschland (Nordkirche).

## Lage
Die Heilig-Geist-Kirche liegt in Wohltorf außerhalb der dichten Bebauung östlich vom Ortskern auf dem höchsten Punkt des Ortes, weshalb dieser Standort auch Kirchberg heißt. Das ist südlich des Reinbeker Stadtteils Krabbenkamp und schon auf halbem Weg nach dem benachbarten Aumühle und von der dortigen Bismarck-Gedächtnis-Kirche nur etwa 1200 m (Luftlinie) entfernt.

## Geschichte
Das Dorf Wohldorf gehörte im Mittelalter dem Kloster Reinbek. Die kirchliche Betreuung erfolgte durch den Priester der Bergedorfer Kirche. Der Straßenname Wohltorfer Kirchensteig am Wentorfer Mühlenteich erinnert daran. 1528 wurde das Kloster vom dänischen König säkularisiert. Der Streit über die Zugehörigkeit der Lauenburgischen Klosterdörfer zog sich über mehrere Jahrzehnte hin. Seit einer kirchlichen Neuordnung 1598 wurde Wohltorf dann kirchlich zu Hohenhorn zugeordnet, das aber in beträchtlicher Entfernung liegt, zwei Stunden Fußweg durch den Sachsenwald.
1909 wurde dann die Gemeinde Aumühle – Friedrichsruh – Wohltorf gebildet und eine gemeinsame große Kirche geplant. Die Kirchbaupläne verzögerten sich zunächst durch den Ersten Weltkrieg und die darauf folgende Inflation und zerschlugen sich dann endgültig, als Wohltorf 1928 eine eigene Kirchengemeinde wurde und damit auch die Möglichkeit bekam, eine eigene Kirche zu bauen. Diese Kirche wurde 1929/30 nach Plänen des Regierungsbaumeisters Carl Bensel aus Hamburg errichtet und am 30. März 1930 eingeweiht.
Die Kirche hatte den Zweiten Weltkrieg gut überstanden, geriet aber im Juli 1950 in Brand und wurde dadurch zu großen Teilen zerstört. Den raschen Wiederaufbau besorgte der Architekt Gerhard Langmaack, so dass Ende des Jahres die Kirche schon wieder eingeweiht werden konnte. Das Gebäude wurde beim Wiederaufbau vergrößert und deutlich verändert, was zu einem bescheideneren Erscheinungsbild führte: Der mächtige, quaderförmige Gebäudeteil an der Eingangsseite im Süden des Gebäudes, der an ein Westwerk mittelalterlicher Kirchen erinnerte, wurde nicht mehr errichtet.
Seit 1957 trägt die Wohltorfer Kirche offiziell den Namen Heilig-Geist-Kirche. In den 1950er und 1960er Jahren wurden in ihrer Nähe weitere Gebäude für die Gemeindearbeit errichtet.

## Beschreibung

### Äußeres
Das Kirchengebäude ist ein rechteckiger in Backstein gemauerter Saalbau mit Walmdach. Im Südwesten ist ein Kirchturm auf quadratischem Grundriss eingeschnitten, mit flachem, leicht zu einer mittigen Spitze aufgebogenen Dach, das mit Kugel und Kreuz bekrönt ist. 
Glocken
Im Turm hängen drei Kirchenglocken unterschiedlicher Herkunft: 
- Die Martin-Luther-Glocke mit der Inschrift „Vom Himmel hoch, da komm ich her…“ ist die kleinste und klingt mit dem Schlagton b.
- Die mittlere Glocke stammt aus der evangelischen Kirche in Friedersdorf / Landkreis Strehlen (Schlesien), heute Strzelin, und kam als Leihglocke über den Glockenfriedhof Hamburg nach Wohltorf; sie hat die Inschrift: „gegossen 1597 im Kloster in Strehlen“ und klingt mit dem Schlagton as.
- Die größte Glocke wurde 1954 erworben und am Weihnachtstag geweiht, weshalb sie Weihnachtsglocke heißt. Die Inschrift lautet: „Jesus Christus: Kommt her zu mir alle, die ihr mühselig und beladen seid, ich will euch erquicken.“ Der Schlagton ist f.

### Inneres
Im Innern hängt an der Altarrückwand ein hölzernes Kruzifix des Künstlers Walter von Ruckteschell, das beim Brand gerettet werden konnte, aber nun statt einem hellen Farbton eine leicht verkohlte Patina hat. Die vier Kreuzarme sind an den Enden mit den Symbolen der vier Evangelisten gestaltet. Vom gleichen Künstler stammen zwei Engelsfiguren aus Bronze, die ursprünglich die Kerzenhalter auf dem Altar waren, nun aber auf dem Boden daneben platziert sind. Altar und Kanzel, ursprünglich aus Holz, sind seit einer Umgestaltung 1965 ebenso wie die Taufsäule aus hellem Sandstein.
Einige Mosaikfenster der abgebrannten Kirche mit Darstellungen der vier Evangelisten konnten gerettet werden. Ergänzt wurden sie 1966 durch zwei weitere Glasgemälde der finnischen Künstlerin Akola, die zur Meditation über das Thema „Schöpfung und Heiligung“ einladen sollen. Sonst wird der Kirchensaal mit flacher Decke durch eine Reihe rechteckiger, hoch liegender Fenster an den Längsseiten belichtet. Die Fenster des leicht erhöhten und etwas eingezogenen Altarbereichs sind fast raumhoch.
Orgeln
Auf der Empore im hinteren Bereich der Kirche stand eine Orgel, die durch den Brand und Löschwasser stark beschädigt wurde. Sie wurde 1951 von der Hamburger Werkstatt Rudolf von Beckerath Orgelbau renoviert. 1969 baute von Beckerath eine neue Orgel, wobei einige Register der vorigen Orgel übernommen wurden. Sie ist mit 1200 Pfeifen bestückt, die in 21 Registern auf zwei Manualen und Pedal erklingen. 2008 wurde sie um ein Register auf nun 22 erweitert. 2003 nahm Hans-Ulrich Erbslöh eine Überholung vor, eine weitere folgte 2019.

Seit 2009 steht der Kirchenmusik für Proben und Konzerte auch eine kleine bewegliche Truhenorgel zur Verfügung, die von der niederländischen Vereenigde Kerkorgelfabrieken J.J. Elbertse (Aalten) geliefert wurde und 180 Pfeifen in vier Registern enthält.